# Батюров, Сергей Анатольевич
Сергей Анатольевич Батюров (род. 9 апреля 1966 года) — советский велогонщик, мастер спорта СССР международного класса, член сборной команды СССР.

## Карьера
Чемпион СССР 1988 года по трековому велоспорту. Чемпион IX Летней Спартакиады народов СССР 1986 года на треке в составе команды Украинской ССР, вице-чемпион IX Летней Спартакиады народов СССР 1986 года в групповой гонке на 150 кругов. Призёр Чемпионатов СССР, Кубков СССР, различных всесоюзных и международных соревнований на треке и на шоссе. Многократный чемпион Казахской ССР, Таджикской ССР, Украинской ССР, Литовской ССР среди юношей, юниоров и мужчин.
В составе различных команд участвовал в Чемпионатах СССР по шоссе и треку, IX Летней Спартакиаде народов СССР по шоссе и треку 1986 г., III Всесоюзных спортивных играх молодежи СССР 1982 г., в других всесоюзных и международных гонках на шоссе в Германии, Франции, Италии, Бельгии, Испании, Польше, Болгарии, Мексике, Коста-Рике, Венесуэле, Чили, Перу, где становился победителем и призером различных этапов. 
Завершил карьеру после травмы.
После окончания спортивной карьеры: тренер СДЮШОР, ШВСМ, судья, президент областной федерации по велоспорту.
В настоящее время является международным комиссаром UCI (Международный Союз Велосипедистов). Назначался в судейскую коллегию UCI на международные соревнования, Чемпионаты Европы, Чемпионаты мира.        